# Миртови
Миртови (Myrtaceae) е семейство покритосеменни растения от разред Myrtales. То включва около 650 вида цветя, дървета и храсти, разпространени в тропичните и субтропични райони на Земята. Повечето растения представляват интерес за човека, тъй като се използват в козметичната, фармацевтичната и хранително-вкусовата промишленост. Сред представителите на семейството са евкалиптът, гуавата, миртата, бахарът, карамфилът, чайното дърво, фейхоата и др.

## Родове
- Acca
- Acrca
- Accara
- Acmena
- Acmenosperma
- Actinodium
- Agonis
- Algrizea
- Allosyncarpia
- Amomyrtella
- Amomyrtus
- Angasomyrtus
- Angophora
- Archirhodomyrtus
- Arillastrum
- Astartea
- Asteromyrtus
- Austromyrtus
- Babingtonia
- Backhousia
- Baeckea
- Balaustion
- Barongia
- Basisperma
- Beaufortia
- Blepharocalyx
- Callistemon
- Calothamnus
- Calycolpus
- Calycorectes
- Calyptranthes
- Calyptrogenia
- Calythropsis
- Calytrix
- Campomanesia
- Carpolepis
- Chamelaucium
- Chamguava
- Cheyniana
- Choricarpia
- Cleistocalyx
- Cloezia
- Conothamnus
- Corymbia
- Corynanthera
- Cupheanthus
- Curitiba
- Darwinia
- Decaspermum
- Dryobalanops
- Eremaea
- Eucalyptopsis
- Eucalyptus
- Eugenia
- Feijoa (syn. Acca)
- Gomidesia
- Gossia
- Harmogia
- Hexachlamys
- Homalocalyx
- Homalospermum
- Homoranthus
- Hottea
- Hypocalymma
- Kanakomyrtus
- Kania
- Kardomia
- Kjellbergiodendron
- Kunzea
- Lamarchea
- Legrandia
- Lenwebbia
- Leptospermum
- Lindsayomyrtus
- Lithomyrtus
- Lophomyrtus
- Lophostemon
- Luma
- Lysicarpus
- Mallostemon
- Marlierea
- Melaleuca
- Meteoromyrtus
- Metrosideros
- Micromyrtus
- Mitranthes
- Mitrantia
- Monimiastrum
- Mosiera
- Myrceugenia
- Myrcia
- Myrcianthes
- Myrciaria
- Myrrhinium
- Myrtastrum
- Myrtella
- Myrteola
- Myrtus
- Neofabricia
- Neomitranthes
- Neomyrtus
- Ochrosperma
- Octamyrtus
- Osbornia
- Paramyrciaria
- Pericalymma
- Phymatocarpus
- Pileanthus
- Pilidiostigma
- Piliocalyx
- Pimenta
- Pleurocalyptus
- Plinia
- Pseudanamomis
- Psidium
- Purpureostemon
- Regelia
- Rhodamnia
- Rhodomyrtus
- Rinzia
- Ristantia
- Sannantha
- Scholtzia
- Seorsus
- Siphoneugena
- Sphaerantia
- Stereocaryum
- Stockwellia
- Syncarpia
- Syzygium
- Taxandria
- Tepualia
- Thaleropia
- Thryptomene
- Tristania
- Tristaniopsis
- Ugni
- Uromyrtus
- Verticordia
- Waterhousea
- Welchiodendron
- Whiteodendron
- Xanthomyrtus
- Xanthostemon